# Tubaphis ranunculina
Tubaphis ranunculina är en insektsart som först beskrevs av Walker 1852.  Tubaphis ranunculina ingår i släktet Tubaphis och familjen långrörsbladlöss. Enligt den finländska rödlistan är arten otillräckligt studerad i Finland. Arten är reproducerande i Sverige. Artens livsmiljö är fuktiga gräsmarker, dikesrenar. Inga underarter finns listade i Catalogue of Life.